# Sân vận động Daur Akhvlediani
Sân vận động Daur Akhvlediani là sân vận động trung tâm của thành phố Gagra ở Gruzia. Sân vận động nằm trên Đại lộ Nartaa. Trong cuộc xung đột Abkhazia-Gruzia, sân vận động đã bị hư hại nghiêm trọng và ngừng hoạt động. Năm 2007, nơi đây đã được xây dựng lại và 1.500 băng ghế nhựa đã được lắp đặt cùng các công trình thoát nước được lắp đặt trên sân. Sân vận động được mở cửa trở lại vào ngày 10 tháng 7 năm 1997 và được đặt theo tên của người anh hùng của Abkhazia, Daur Akhvlediani.

## Giải vô địch bóng đá thế giới ConIFA 2016
Trong Giải vô địch bóng đá thế giới ConIFA 2016, Sân vận động Daur Akhvlediani đã tổ chức 12 trận đấu, 6 trận vòng bảng và 6 trong số 8 trận đấu xếp hạng, là một trong 2 địa điểm tổ chức giải đấu, địa điểm còn lại là Sân vận động Dinamo ở Sukhumi.

## References
1. ↑  Tình trạng chính trị của Abkhazia đang gây tranh cãi. Abkhazia đã đơn phương tuyên bố độc lập khỏi Gruzia năm 1992 và được chính thức công nhận là một quốc gia độc lập bởi 6 quốc gia thành viên Liên Hiệp Quốc (một quốc gia khác trước đây đã công nhận nhưng sau đó rút lại), trong khi phần còn lại của cộng đồng quốc tế công nhận đây là một phần lãnh thổ Gruzia  de jure. Gruzia  tiếp tục tuyên bố khu vực này là lãnh thổ riêng của quốc gia này, và xếp nó là lãnh thổ bị Nga chiếm đóng.